# 蒂爾頓 (伊利諾伊州)
蒂爾頓（英語：Tilton）是位於美國伊利諾伊州弗米利恩縣的一個村落。

## 地理
蒂爾頓的座標為40°05′08″N 87°38′31″W / 40.08556°N 87.64194°W，而該地最高點為海拔高度196米（即643英尺）。

## 人口
根據2010年美國人口普查的數據，蒂爾頓的面積為8.39平方千米，當中陸地面積為8.31平方千米，而水域面積為0.08平方千米。當地共有人口2724人，而人口密度為每平方千米324人。